# 정명인
정명인은 대한민국의 텔레비전 드라마 작가이다. 
좋은소식 이라는 필명으로 활동하는 웹소설 작가이기도 하다 

## 드라마
- 2023년 MBC 금토 미니시리즈 《밤에 피는 꽃》 ... 공동 집필